# Dicranomyia (Dicranomyia) aequispina
Dicranomyia (Dicranomyia) aequispina is een tweevleugelige uit de familie steltmuggen (Limoniidae). De soort komt voor in het Australaziatisch gebied.